# Бенні Мопін
Бенні Мопін (англ. Bennie Maupin; народ. 29 серпня 1940, Детройт, Мічиган, США) — американський джазовий музикант, який грає на різних саксофонах, флейті та бас-кларнеті.
Мопін народився в Детройті, штат Мічиган, США. Він відомий своєю участю в секстеті Mwandishi та гурті Headhunters Гербі Генкока, а також тим, що грав на фундаментальному ф'южн-альбомі Майлза Девіса Bitches Brew. Мопін співпрацював з Горасом Сільвером, Роєм  Гейнсом, Вуді Шоу, Лі Морганом та багатьма іншими. Він відомий своїм гармонійно розвиненим, "відкритим" стилем імпровізації, в той же час маючи інше відчуття мелодійного напрямку, ніж інші "відкриті" джазові музиканти, такі як Ерік Долфі.
Мопін був учасником Almanac, групи з Сесілом Макбі (бас), Майком Ноком (фортепіано) та Едді Маршаллом (барабани). 